# Merionoeda hebes
Merionoeda hebes är en skalbaggsart som beskrevs av Holzschuh 2008. Merionoeda hebes ingår i släktet Merionoeda och familjen långhorningar. Inga underarter finns listade i Catalogue of Life.